# Xã Boggs, Quận Armstrong, Pennsylvania
Xã Boggs (tiếng Anh: Boggs Township) là một xã thuộc quận Armstrong, tiểu bang Pennsylvania, Hoa Kỳ. Năm 2010, dân số của xã này là 936 người.